# 1694 aux échecs
| Années des échecs : 1691 - 1692 - 1693 - 1694 - 1695 - 1696 - 1697    |
| Décennies des échecs : 1660 - 1670 - 1680 - 1690 - 1700 - 1710 - 1720 |

Cet article présente les faits marquants de l'année 1694 aux échecs.

## Événements majeurs
- Thomas Hyde publie un livre sur les origines orientales du jeu d’échecs, De Ludis Orientalibus[1].